# Кладбища Севастополя
Кладбища Севастополя — совокупность кладбищ на территории города Севастополь.
На территории города происходило множество битв, поэтому он занимает первое место по количеству кладбищ на Крымском полуострове. В городе насчитывается 11 гражданских кладбищ (пять действующих, не считая сельских). После Великой Отечественной войны на его карте появились 19 кладбищ и несколько братских могил.
| Название                                                                       | Расположение                                     | Координаты | Краткие сведения | Изображение |
| ------------------------------------------------------------------------------ | ------------------------------------------------ | --- | --- | ----------- |
| Братское («стотысячное») кладбище                                              | Северная сторона, улица Богданова, 41            | 44°38′10″ с. ш. 33°33′21″ в. д. | кладбище участников обороны Севастополя 1854—1855 годов и защитников города в Великую Отечественную войну. |             |
| Братское кладбище 1941—1942, 1944 годов                                        | улица Степаняна                                  | | образовано в 1944 году |             |
| Братское кладбище солдат и офицеров 128-й гвардейской горно-стрелковой дивизии | 5-й километр Балаклавского шоссе                 | | образовано в 1944 году |             |
| Братское кладбище солдат и офицеров Приморской армии                           | 5-й километр Балаклавского шоссе                 | | образовано в 1944 году |             |
| Братское кладбище солдат и офицеров 2-й гвардейской армии                      | Фруктовое                                        | | образовано в 1944 году |             |
| Мемориальное братское кладбище советских солдат                                | 6-й километр Симферопольское шоссе               | 44°34′47″ с. ш. 33°35′14″ в. д. | действует с 1941 года по наше время |             |
| Братское кладбище 1941—1942, 1944 годов                                        | Верхнесадовое                                    | | |             |
| Еврейское братское кладбище защитников Севастополя в Крымской компании         | Северная сторона, территория ОАО «Северморзавод» | По непроверенным данным на кладбище похоронено около 500 человек. Средства на его обустройство собирали все еврейские общины Российской империи. | |             |
| Кладбище Коммунаров                                                            | улица 5-я Бастионная.                            | 44°36′01″ с. ш. 33°30′50″ в. д. | мемориальное, «парадное» кладбище. Занимает площадь 0,5 га. |             |
| Еврейское кладбище                                                             | улица Пожарова, 11                               | 44°36′03″ с. ш. 33°30′11″ в. д. | Создано после Крымской войны, впервые нанесено на генеральный план Севастополя 1887 года. До Крымской войны еврейское кладбище было на высоте Сахарная Головка в районе Пересыпи. Разрушено в первую оборону города и при строительстве железной дороги. По территории кладбища проходит часть улицы Охотской. |             |
| Караимское кладбище                                                            | улица Пожарова, 11                               | 44°36′06″ с. ш. 33°30′08″ в. д. | Возникло в середине XIX века, после Крымской войны. Пребывание в городе с начала XIX века в значительной по численности караимской общины обусловило появление национального некрополя. |             |
| Городское старое кладбище (Карантинное кладбище)                               | улица Пожарова, 9                                | 44°36′04″ с. ш. 33°30′24″ в. д. | Захоронения охватывают период со второй четверти XIX века и до конца 1960-х годов. |             |
| Кладбище Кальфа                                                                | 8-й километр Балаклавского шоссе                 | 44°32′22″ с. ш. 33°31′01″ в. д. | Городское кладбище, которое действует с 1969—1970 лет и поныне. Разделенные широкой дорогой на мыс Фиолент на правую и левую части. |             |
| Городское новое кладбище                                                       | Мекензиевы горы                                  | | |             |

Турецкие, английское, французское, итальянское (гора Гасфорта), а также магометанские кладбища не сохранились. На месте бывших Английского и Французского кладбищ установлены мемориальные отметки. Не сохранились кладбища в Ушаковой балке и в Доковом овраге, в районе бывшего Херсонесского монастыря и другие.
Почти все немецкие кладбища периода второй обороны Севастополя постепенно были уничтожены после освобождения города. В районе села Гончарного создано мемориальное кладбище военнослужащих Вермахта, которые полегли в боях под Севастополем.